# Ponts de Séville

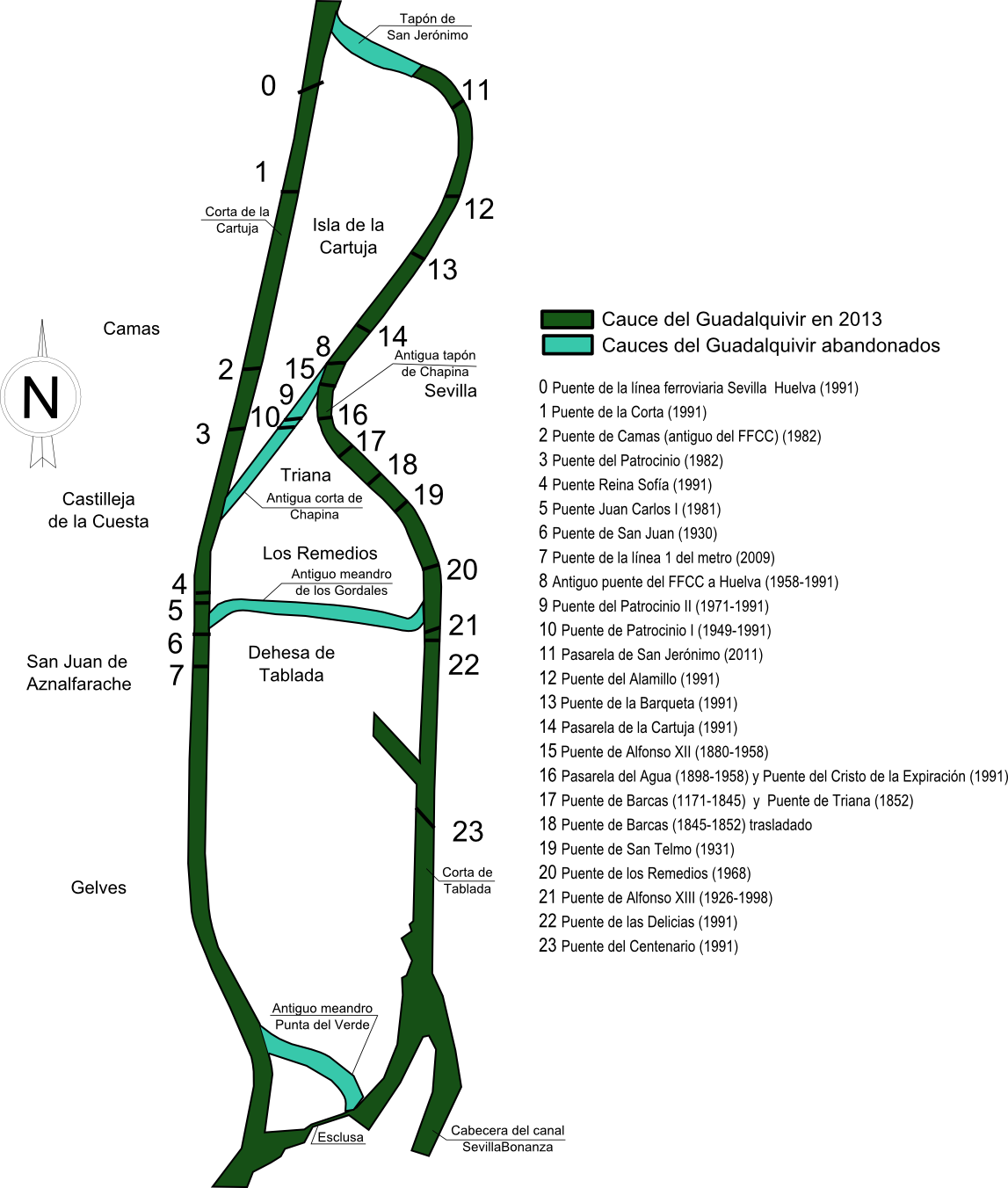
Plan qui montre le cours de la rivière qui traverse Séville et l'emplacement approximatif des ponts.

Séville, ville d'Andalousie (Espagne), est traversée du nord au sud par deux cours d'eau : le Guadalquivir et sa darse, également appelée canal Alphonse-XIII. De nombreux ponts les traversent.

## Géographie et histoire du Guadalquivir à Séville
Le Guadalquivir a vécu de nombreux remaniements à Séville au cours du XXe siècle. Ces modifications ont bien sûr directement influencé la construction et l'emplacement des ponts traversant la ville.

### Création du Canal Alphonse-XIII
Jusqu'au début du XXe siècle, le Guadalquivir, venant du nord, traversait Séville et décrivait à la sortie de la ville, au sud, un méandre très marqué qui rendait difficile le trafic fluvial en provenance de l'océan Atlantique. Entre 1903 et 1926, des modifications ont été effectuées, selon un projet appelé Plan Molini, afin de simplifier l'accès des navires au port fluvial : le canal Alphonse-XIII a été creusé, créant une ligne droite entre les deux extrémités du méandre. L'extrémité amont du canal Alphonse-XIII se trouve approximativement à l'emplacement actuel du pont de las Delicias.

### Déviation du fleuve et création de la darse

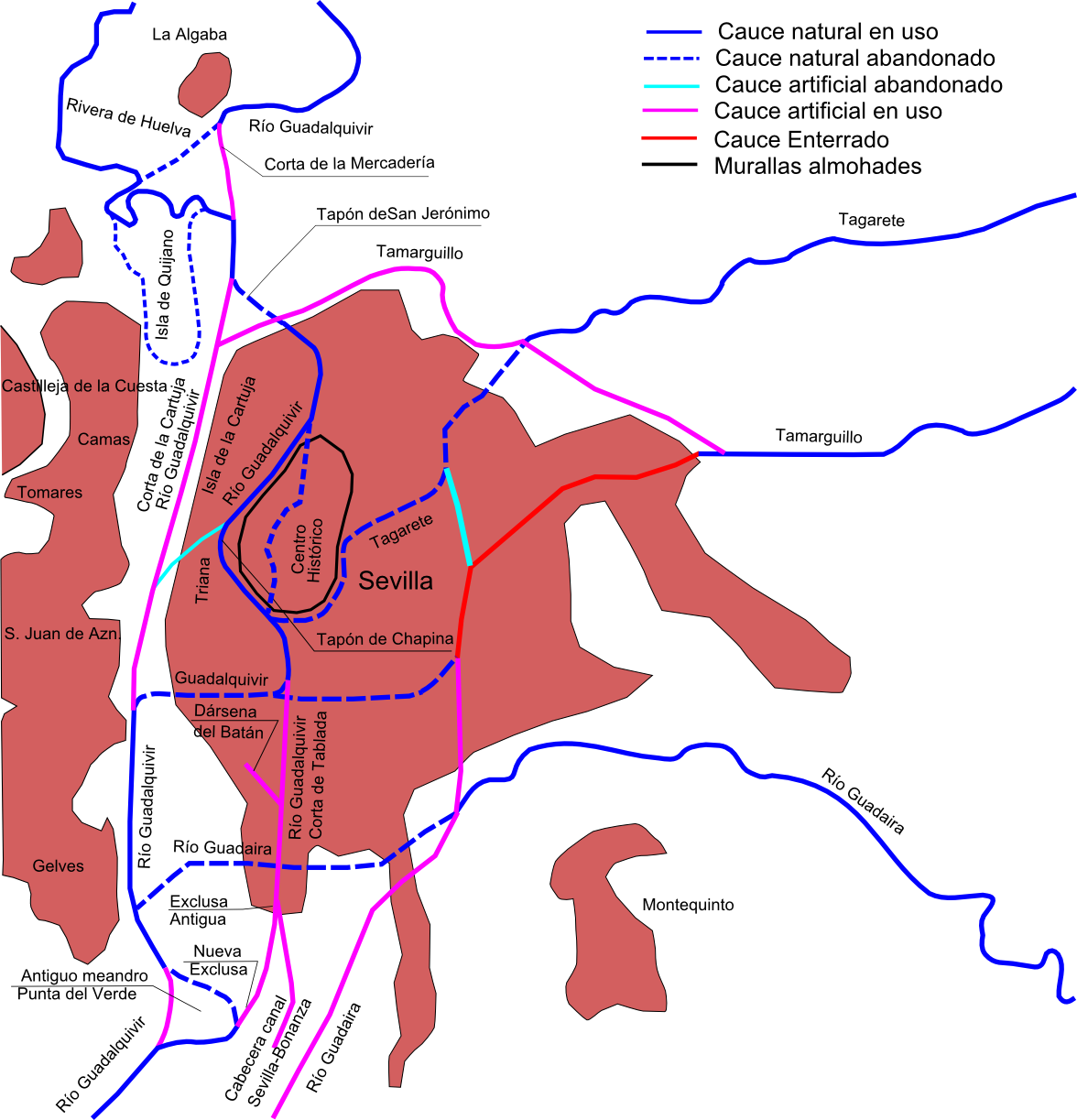
Plan des modifications effectuées sur le cours du Guadalquivir lors de sa traversée de Séville

En 1948 pour éviter les importantes inondations qui touchaient régulièrement la ville et notamment le quartier de Triana, le Guadalquivir a été totalement dévié à l'ouest, à l'extérieur de la ville. À cet effet, un nouveau canal a été creusé, partant du nord du quartier de La Cartuja et rejoignant par l'ouest de la ville la pointe du méandre, près de San Juan de Aznalfarache. De plus, deux tronçons du fleuve d'origine ont été obstrués : celui situé entre l'ouverture amont du canal Alphonse-XIII et la pointe du méandre et celui situé entre Triana, au lieu-dit la Chapina, et l'extrémité amont du nouveau canal, au nord de la ville, connu sous le nom de San Jerónimo. Ce qu'il restait du lit original du fleuve dans la ville, relié avec le fleuve par une écluse en aval du port fluvial, est donc devenu une darse, qui a pris dans sa totalité le nom de canal Alphonse-XIII. Dans le cadre de la préparation de l'Exposition universelle de 1992, la darse a été prolongée sur plusieurs centaines de mètres en direction du nord.

### Ponts œuvres d'art et ponts fonctionnels
La ville de Séville continue à croître autour de la darse et non autour du fleuve. C'est autour d'elle que se trouve l'histoire et l'âme de la ville et toutes ces transformations ne lui ont pas ôté son rôle d'artère principale. La darse a même retrouvé une nouvelle vie avec l'Expo de 92. Une attention particulière a été accordée au style des ponts qui traversent la darse, que les Sévillans voient tous les jours et qui contribuent à donner à la ville son image. Le "nouveau" Guadalquivir, de son côté, ne traverse que des faubourgs et des zones industrielles. Les ponts qui le traversent, contrairement à ceux de la darse, ne sont que des ponts fonctionnels, pour lesquels le style architectural est secondaire.

## Histoire des ponts de Séville

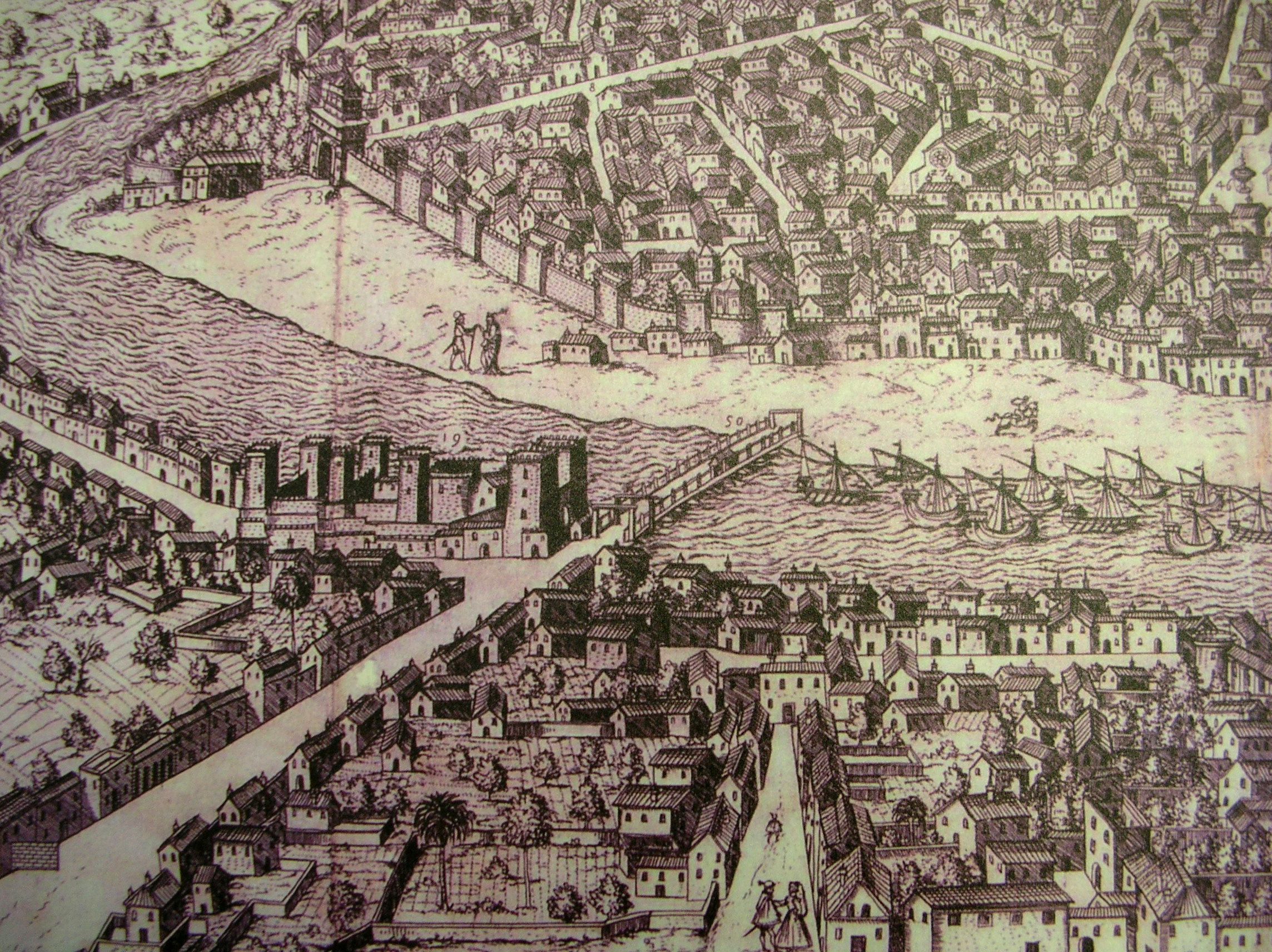
Détail de Vista de Sevilla al finales del siglo XVI (1585), gravure d'Ambrosio Brambilla (Biblioteca Nacional de España), montrant bien le pont flottant à l'emplacement de l'actuel pont Isabelle II

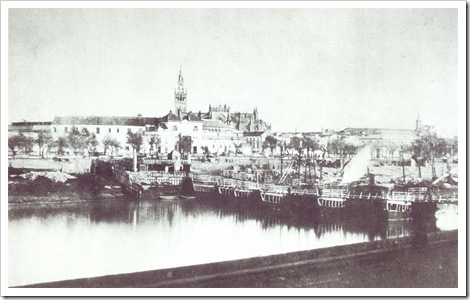
Le pont flottant de Séville photographié vers 1851

### Avant leXIXesiècle
La ville de Séville doit une partie de son importance historique au fait d'avoir été pendant longtemps le seul endroit où il était possible de traverser le Guadalquivir. Jusqu'en 1852, aucun pont fixe n'a été construit, et seul un pont flottant, construit par le calife Abu Yaqub Yusuf en 1171, permettait de relier Séville et les faubourgs de Triana.

### XIXesiècle
Ce n'est qu'en 1852 qu'a été inauguré le premier pont, le pont Isabelle II, mieux connu sous le nom de pont de Triana.
Le second pont, le pont Alphonse-XII, supportant la ligne ferroviaire Séville-Huelva, a vu le jour le 15 mars 1880 (avec le développement de la ligne, déplacée au nord de la ville, il a été remplacé par un autre en 1943).
Puis en 1898 a été inaugurée la Pasadera del Agua (littéralement Passeuse d'eau, connue surtout sous le nom de Pasareda de la Chapina), permettant non seulement le passage des piétons mais aussi, comme son nom l'indique, celui de tuyaux d'approvisionnement en eau.

### XXesiècle
Jusqu'en 1929, aucun autre pont n'a été construit à Séville. Ce n'est qu'à l'occasion de l'Exposition ibéro-américaine qu'a été construit, 76 ans après le premier, un second pont routier, le pont Alphonse-XIII. Pont basculant appelé aussi pont de Fer, il permettait de traverser le canal Alphonse-XIII creusé quelques années auparavant. Il a été démonté en 1998.
Deux ans plus tard, en 1931, un nouveau pont, le pont de San Telmo, a été inauguré, entre le pont de Triana et le pont Alphonse-XIII. D'abord basculant, il a été transformé en pont à arches fixes en 1968, quand la zone portuaire a été déplacée vers le sud. Sur le modèle de ce dernier a été construit deux ans plus tard, en 1933, le pont basculant de San Juan, qui, avec la déviation du Guadalquivir, se trouve actuellement à l'extérieur de la ville, tout comme le pont du Patrocinio (construit en 1982 à la place des deux premiers ponts du Patrocinio datant respectivement de 1940 et 1971).
En 1968 a été terminé le pont du Généralissime, nommé en l'honneur du Général Franco, et renommé par la suite pont de los Remedios.
Puis, à l'occasion de l'Exposition universelle de 1992, dans le but d'améliorer les communications, et ainsi de permettre l'essor de la ville et son entrée dans le XXIe siècle, six nouveaux ponts ont été construits sur la darse. Les deux premiers l'ont été sur la darse existante : le pont du Centenaire, au sud de la ville, suffisamment haut pour permettre le trafic fluvial et le pont de las Delicias, pont basculant dont la construction a permis de détruire le pont Alphonse-XIII, devenu obsolète. Les quatre autres ponts ont été construits au nord de la ville, à l'endroit où l'ancien lit du fleuve a été recreusé : du sud au nord, ce sont le pont du Christ de l'Expiration, la passerelle de la Cartuja, le pont de la Barqueta et le pont de l'Alamillo.

### XXIesiècle
En mai 2011 a été inaugurée la passerelle de San Jerónimo, reliant pour les piétons et les vélos le parc de San Jerónimo et le parc de l'Alamillo.

## Les ponts de Séville actuellement

### Liste des ponts sur la darse du Guadalquivir

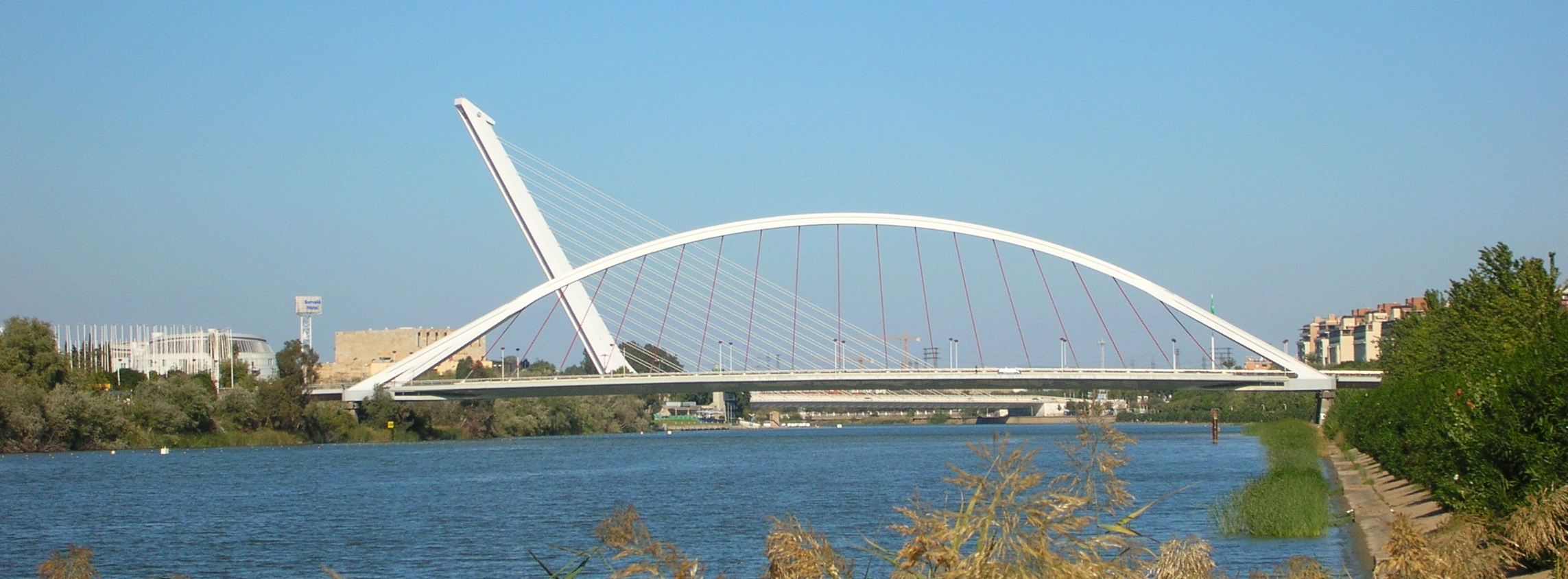
Deux ponts sur la darse du Guadalquivir : le pont de la Barqueta au 1er plan et, derrière lui, le pont de l'Alamillo

Les ponts franchissant la darse du Guadalquivir (d'amont en aval), sont les suivants :
- Passerelle de San Jerónimo ;
- Pont de l'Alamillo ;
- Pont de la Barqueta, appelé aussi pont Mapfre ou pont de l'Expo ;
- Passerelle de la Cartuja ;
- Pont du Christ de l'Expiration, appelé aussi pont du Cachorro, pont de la Chapina et pont des Leperos ;
- Pont Isabelle II, appelé aussi pont de Triana ;
- Pont de San Telmo ;
- Pont de los Remedios, anciennement pont du Généralissime ;
- Pont de las Delicias ;
- Pont du Centenaire, également connu sous le nom de Paquito.

#### Ponts disparus
- Pont flottant (1171-1852) ;
- Pasadera del Agua ;
- Pont Alphonse-XII, pont ferroviaire de la ligne Séville-Huelva, remplacé en 1943 ;
- Pont Alphonse-XIII, construit à l'occasion de l'Exposition ibéro-américaine de 1929. Il a été démonté en 1998 ;
- Pont du Patrocinio I (1949-1991) ;
- Pont du Patrocinio II (1971-1991).

### Liste des ponts sur le Guadalquivir
Les ponts franchissant le Guadalquivir (d'amont en aval), sont les suivants :
- Pont de la ligne ferroviaire Séville-Huelva ;
- Pont de la Corta ;
- Pont de Camas (ou pont de la Señorita) ;
- Pont du Patrocinio ;
- Pont Reine Sofía ;
- Pont Roi Juan Carlos I ;
- Pont basculant de San Juan ;
- Pont de la ligne 1 du métro de Séville.

## Sources
- (es) Mariano Palancar Penella, « Sevilla y el Guadalquivir », Revista del Colegio de ingenerios de caminos, canales y puertos, vol. 1, no 46,‎ 1999 (lire en ligne, consulté le 24 septembre 2015)
- (es) http://ropdigital.ciccp.es, « El Puente del Cachorro y el desatarramiento de Chapina » (consulté le 17 décembre 2007)
- (es) « Historia - Puentes de Sevilla » (version du 4 mai 2009 sur Internet Archive)
- (es) « Historia breve », sur apsevilla.com (consulté le 25 octobre 2013)

## Références

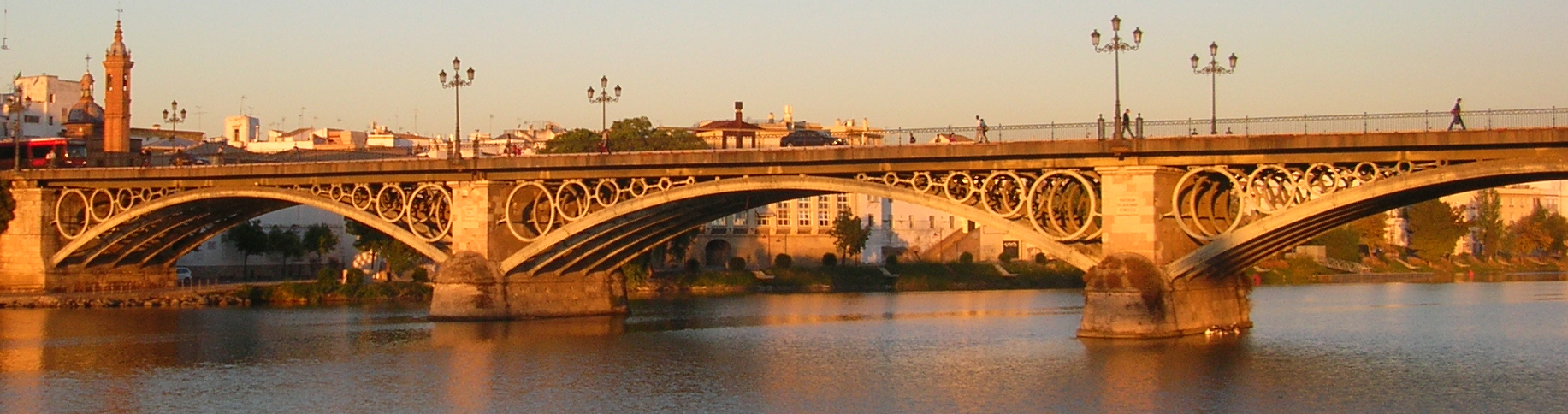
Le pont de Triana à Séville.